# Sphecosoma alica
Sphecosoma alica är en fjärilsart som beskrevs av D.Jones 1914. Sphecosoma alica ingår i släktet Sphecosoma och familjen björnspinnare. Inga underarter finns listade i Catalogue of Life.